# سوزان دارت باتلر
سوزان دارت باتلر (بالإنجليزية: Susan Dart Butler)‏ هي أمينة مكتبة أمريكية، ولدت في 1888 في تشارلستون في الولايات المتحدة، وتوفي بنفس المكان في 24 يونيو 1959.